# Кэссон, Герберт Ньютон
Герберт Ньютон Кэссон (Herbert Newton Casson, 23 сентября 1869 — 4 сентября, 1951) — канадский журналист и писатель, финансовый специалист, писавший о научном подходе к менеджменту, предпринимательству, маркетингу, рекламе и бизнесу в целом.

## Биография
Герберт Кэссон родился в г. Одесса, штат Онтарио, Канада. Его отец — Уэсли Кэссон, священник методистской церкви, мать Элизабет Джексон. Вскоре после рождения Герберта его отца направили служить в провинцию Манитоба и семья переехала, вернулись в Онтарио в 1880 году.
В 1890 году Герберт Кэссон поступил в Виктория Колледж в г. Торонто, в надежде изучать философию, но вместо этого, получив стипендию, изучал теологию. Окончил колледж в 1892 году.
В 23 года Герберт Кэссон был рукоположён священником Методистской Церкви, но вскоре был обвинён в ереси, и после того, как был признан виновным, ушёл со своего поста. В 1893 году он переехал в г. Бостон и начал свою карьеру публициста. В то время в Бостоне внимание Кэссона привлекли иммигрантские трущобы. Молодой Кэссон был настолько потрясен условиями проживания, которые там увидел, что стал социалистом и участвовал в демонстрациях социалистов и профсоюзного движения. В 24 года Герберт Кэссон составил себе имя своими лекциями, статьями, сочинениями и участием в конференциях в области социально-экономических наук. Увлёкшись идеями социалистов, Г.Кэссон переезжает жить в г. Диксон, Теннесси, США, в коммуну социалистов, но прожил там лишь полгода.
Перед тем, как переехать в Нью-Йорк Герберт Кэссон женился на Лидии Кингсмил.
Переехав с семьёй в Нью-Йорк, он начал работать журналистом в York Evening Journal, затем перешёл в ежедневную газету New York World, которую возглавил в возрасте 30 лет. Это позволило Кэссону широко распространить свои положения о взаимной выгоде улучшения условий труда и повышения уровня его оплаты. За свою журналистскую карьеру Кэссон имел немало интересных встреч и знакомств со многими выдающимися людьми, в частности с экс-президентом Гровером Кливлендом, Гульельмо Маркони, Николой Теслой, Вудро Вильсоном, Томасом Эдисоном и Александром Грехемом Беллом. Встречался с Братьями Райт и написал знаменитую статью «Наконец мы можем летать».
В 1907 году была издана первая книга Геберта Кэссона «Романтика стали: история тысячи миллионеров», рассказывающая о подъёме американской стальной промышленности в конце XIX века. Это была любимая книга финансовых патриархов американского бизнеса Дж. П.Моргана и Дж. П.Рокфеллера, а также «стального короля» Америки Эндрю Карнеги. Герберт Кэссон автор 168 книг и брошюр. Одни из самых известных его книг — «Аксиомы бизнеса» («16 аксиом делового человека»), «История телефона», «Реклама и торговля», «История рабочей кооперации», «Фабрика и продуктивность», «Тайны бизнеса», «Искусство делать деньги», «12 правил обращения с деньгами, или Как получать прибыль».
Талант Кэссона многогранен, он был глубокий эксперт не только в сфере предпринимательства, но и также в проблемах психологии человеческого общения, истории техники. Но более всего Кэссон известен как автор популярных инструктивных, методических работ по бизнесу.
Герберт Кэссон сотрудничал в качестве экономического и технического консультанта с такими компаниями, как Bell Telephone, International Harvester, Standard Oil. Сотрудничал с известным бизнес-консультантом Харрингтоном Эмерсоном и основоположником научного менеджмента Фредериком Тейлором.
В 1914 году переехал с семьей в Англию. Во время Первой мировой войны Г.Кэссон читал лекции по управлению заводами. В 1915 году основал журнал о продуктивности «Efficiency Magazine». Также он возглавлял издательство «Sheldon School Press» и организацию «London Publicity lub».
Герберт Кэссон продолжал писать и печататься до 1950 года. Умер в г. Норвуд (графство Суррей, Великобритания) 4 сентября 1951, вскоре после лекционного тура по Австралии, Новой Зеландии и Фиджи.